# Bürstenschwanz-Felskänguru
Das Bürstenschwanz-Felskänguru (Petrogale penicillata), auch Bürsten-Felskänguru oder Pinselschwanzkänguru genannt, gehören zur Gattung der Felskängurus (Petrogale).

## Aussehen
Die Tiere erreichen eine Körperlänge von 50 bis 60 Zentimeter, eine Schwanzlänge von rund 60 cm und ein Gewicht von 3 bis 9 Kilogramm. Das Fell dieser Kängurus hat eine rotbraune bis braune Färbung. Der Schwanz und die Beine sowie die Brust und der Kopf sind bei den meisten Tieren schwarzbraun gefärbt.

## Vorkommen

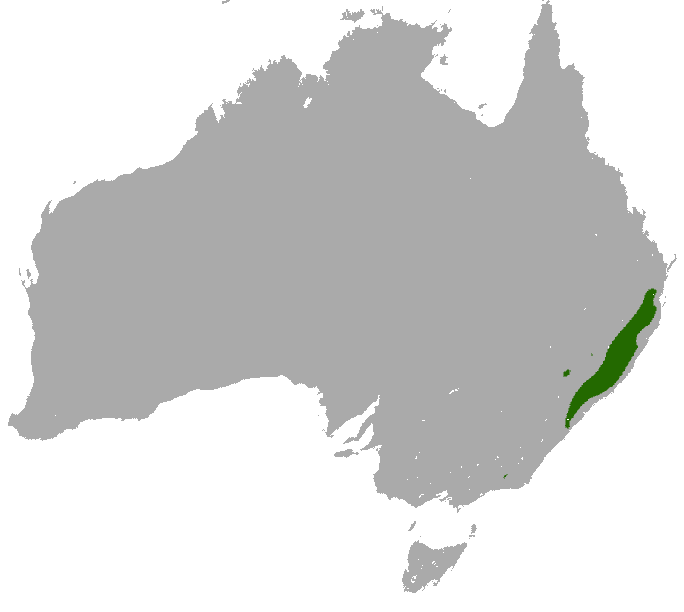
Verbreitungsgebiet des Bürstenschwanz-Felskängurus

Die Felskänguruart ist in Australien heimisch. Sie kommt insbesondere in den Staaten Victoria, Queensland und New South Wales vor. Durch Einschleppungen wurde das Bürstenschwanz-Felskänguru auch auf Inseln im Hauraki Gulf (Neuseeland) und auf der zu Hawaii gehörenden Insel Oʻahu heimisch.

## Nahrung
Die Nahrung besteht zu 35 bis 50 % aus Gräsern, geringere Anteile machen Samen, Blätter, Wurzeln, Farne, Kräuter, Baumrinde und Früchte aus.

## Fortpflanzung
Die Tragezeit beträgt im Schnitt 31 Tage. Das Weibchen bringt normalerweise ein einziges Junges zur Welt, das anschließend etwa 29 Wochen im Beutel bleibt. Mit 18 Monaten sind die Weibchen geschlechtsreif, Männchen mit 20 Monaten.

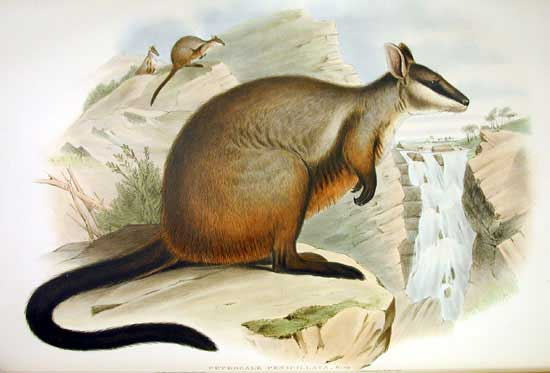
Zeichnung

## Gefährdung
Das Bürstenschwanz-Felskänguru wird von der IUCN im Status gefährdet geführt. Wichtigste Gefährdungsursachen sind heute die vom Menschen eingeschleppten Säugetiere: Rotfüchse machen Jagd auf Kängurus, und Schafe, Ziegen und Kaninchen fressen die Vegetation ab.
Biologen der Universität und des Zoos von Adelaide versuchen Bürstenschwanz-Embryos durch Gelbfuß-Felskänguru-Leihmütter austragen zu lassen. Dadurch sollen die Weibchen früher für eine erneute Schwangerschaft bereit sein.